# Schwert-Platterbse
Die Schwert-Platterbse (Lathyrus bauhini), auch Schwertblättrige Platterbse genannt, ist eine Pflanzenart aus der Gattung Platterbsen (Lathyrus) in der Unterfamilie der Schmetterlingsblütler (Faboideae).

## Beschreibung

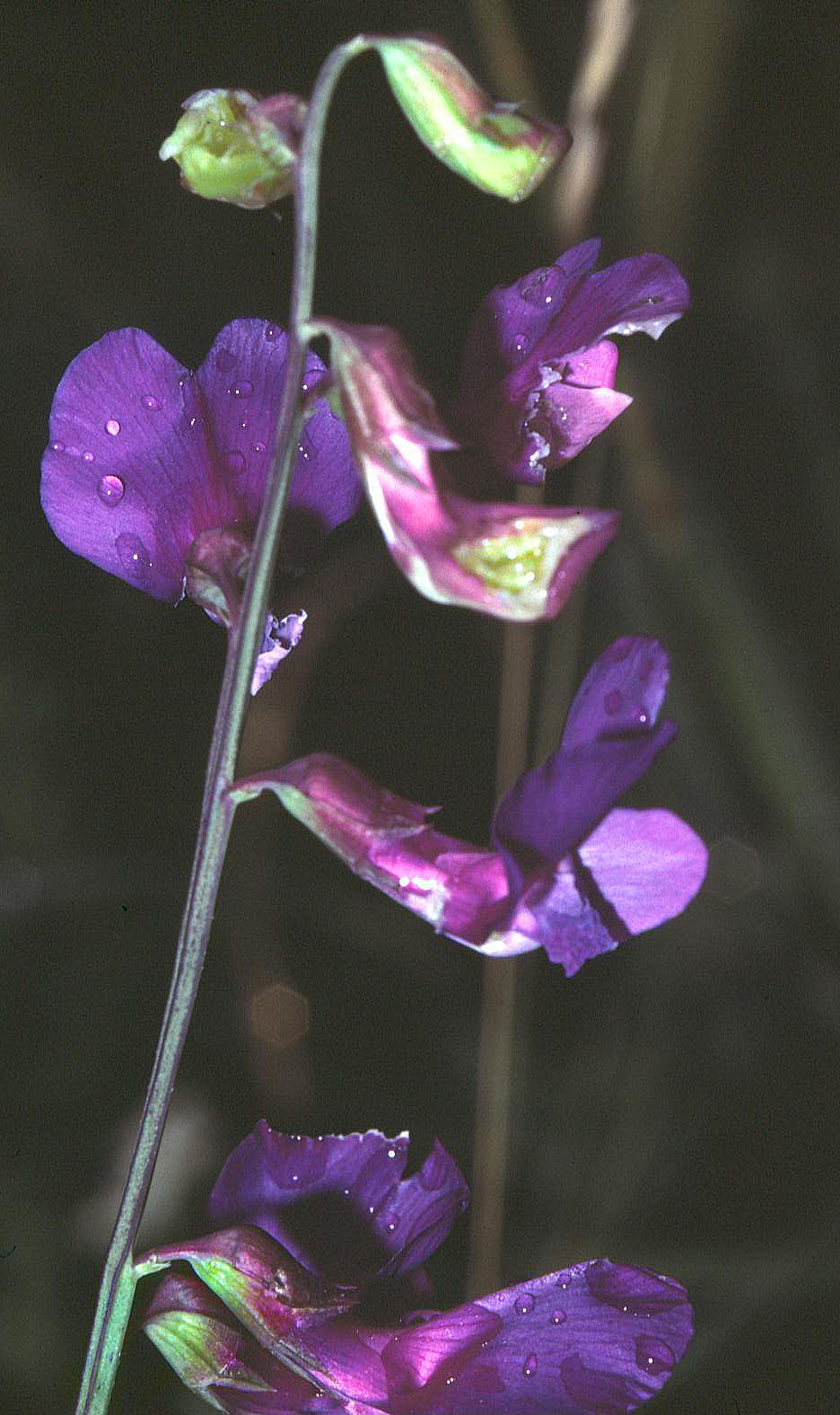
Blütenstand

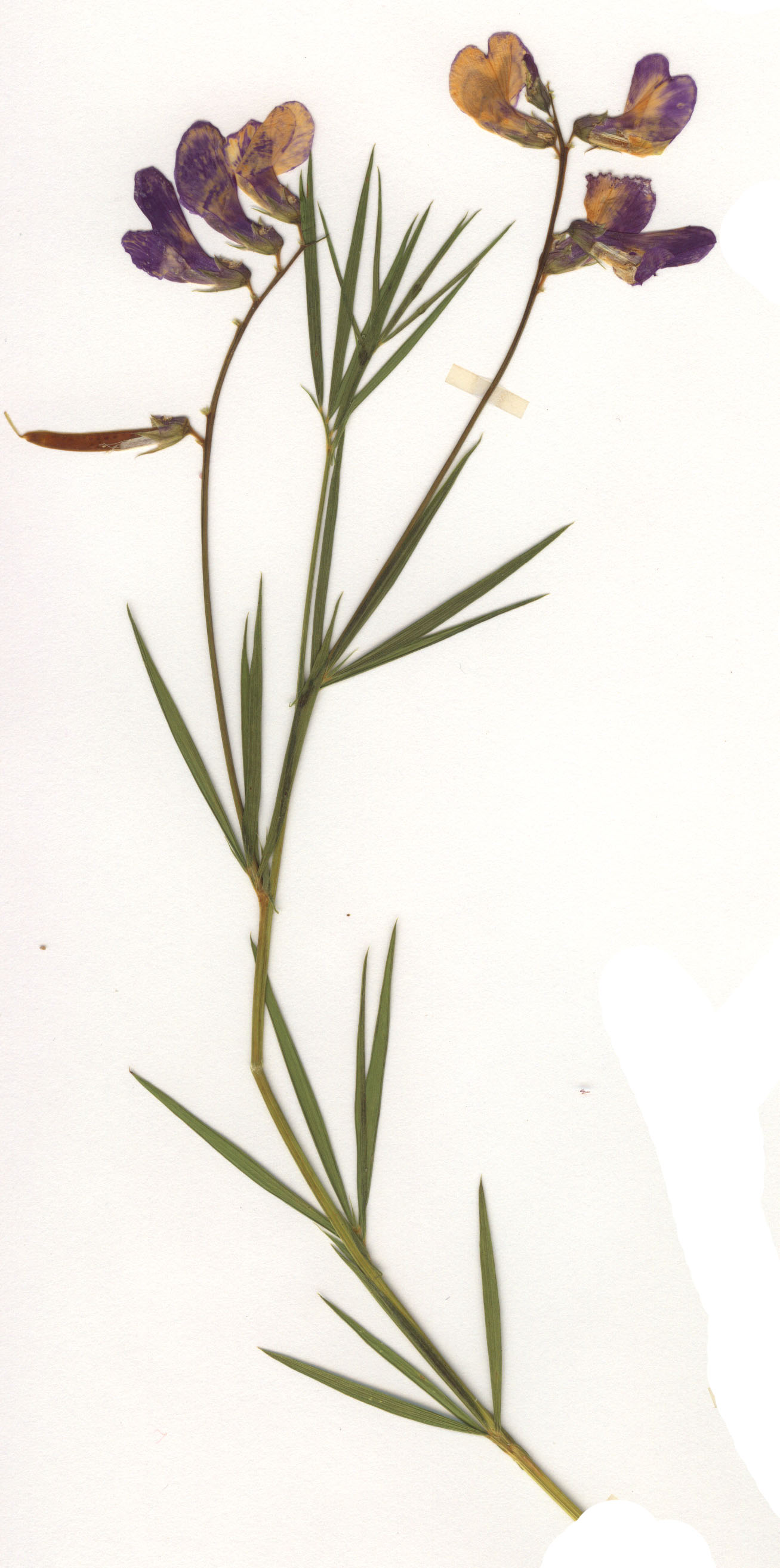
Herbarbeleg von 1980 - Besonders von gefährdeten Arten sollten keine weiteren Exemplare für Herbarbelege der Natur entnommen werden!

### Erscheinungsbild und Blatt
Die Schwert-Platterbse ist eine ausdauernde krautige Pflanze. Sie besitzt einen kriechenden „Wurzelstock“ und nicht verdickte Wurzeln. Die vegetativen Pflanzenteile sind lebhaft grün und fast kahl. Der Stängel ist aufsteigend oder aufrecht und 20 bis 50 Zentimeter hoch. Er ist einfach oder ästig, dünn, vierkantig, aber nicht geflügelt.
Die starr aufrechten, wechselständig am Stängel angeordneten Laubblätter sind in Blattstiel und Blattspreite gegliedert. Die gefiederten Blattspreiten besitzen zwei oder drei Paar einander sehr genäherte Blättchen und eine 0,5 bis 1,5 Zentimeter lange, geflügelte, in eine kurze Granne auslaufende Spindel. Die Blättchen sind bei einer Länge von mehr oder weniger 3 bis 6 Zentimetern sowie einer Breite von 2 bis 4 Millimetern lanzettlich-linealisch und in eine lange Spitze ausgezogen und besitzen meist fünf unterseits stark vortretende, parallele Nerven. Die Nebenblätter sind viel länger als der Blattstiel, oft so lang wie die ganze Blattspindel und schmal halbpfeilförmig.

### Blütenstand und Blüte
Die Blütezeit liegt in den Monaten Mai bis Juli. Die traubigen Blütenstände stehen einzeln oder zu zweit, sind viel länger als die Laubblätter und enthalten meist vier bis zehn kurz gestielte Blüten.
Die zwittrigen Blüten sind bei einer Länge von 22 Millimeter zygomorph und fünfzählig mit doppelter Blütenhülle. Der Kelch ist glockig, die Zähne dreieckig-eiförmig und kürzer als die Röhre. Die für Schmetterlingsblütler typische Krone ist lebhaft purpurfarben bis blauviolett. Die Fahne ist stark aufwärts gebogen, viel länger als die Flügel und das gleichfalls aufwärts gekrümmte Schiffchen.

### Frucht und Samen
Die Hülsenfrüchte sind linealisch, flach, kurz zugespitzt und mehr oder weniger 5 Millimeter breit sowie kahl. Die Samen sind mehr oder weniger eiförmig bis kugelig, glatt, und braun bis schwarz gefärbt.

### Chromosomensatz
Die Chromosomenzahl beträgt 2n = 14.

## Vorkommen
Die Schwert-Platterbse kommt natürlicherseits in den Pyrenäen, Alpen, im Jura, auf dem nordwestlichen Balkan und in Deutschland vor.
Sie gedeiht in Deutschland an steinigen, buschigen Hängen sowie in Buschweiden in der montanen Höhenstufe.
Der erste Literaturangabe zu dieser extrem seltenen Art in Deutschland geht auf eine Angabe von Carl Otto Harz aus dem Jahr 1861 zurück (R. Finckh 1862: 189). Lathyrus bauhini besitzt aber nur noch einen einzigen bekannten Fundort in Deutschland: Auf der Schwäbischen Alb im Raum Hechingen in einer Höhenlage von über 850 m. Durch das Überwachsen oder andere natürliche Ereignisse sind zwei weitere, früher bekannte Fundorte offenbar erloschen. Pflanzensoziologisch gedeiht die Schwert-Platterbse gern im Calamagrostio variae-Pinetum (Erico-Pinion-Verband) oder im Laserpitio-Calamagrostietum variae (Caricion ferrugineae-Verband).
Lathyrus bauhini ist nach BArtSchV als besonders geschützt eingestuft. Das Sammeln bzw. Herbarisieren dieser Art ist nach der aktuellen BArtSchV streng verboten und kann mit empfindlichen Geldstrafen geahndet werden. Gefährdung in Deutschland: Kategorie 2: stark gefährdet. In der Schweiz ist die Art „vom Aussterben bedroht“.
Wie diese südeuropäische Pflanze (submediterran-präalpines Florenelement) ihr Areal in Schwaben erreicht hat, ist rätselhaft. Vom nächsten Vorkommen im Schweizer Jura bei Neuchâtel ist es über 200 km entfernt. Eine ähnliche Disjunktion zeigt die atlantische Heide-Wicke (Vicia orobus DC.), die in Wiesen im französischen La Brévine neben Lathyrus bauhini wächst und dann wieder im Spessart erscheint. Sie ist vermutlich auf ähnliche Weise aus Frankreich eingewandert. Eine abschließende Bewertung der Frage nach ihrer natürlichen Verbreitung ist derzeit jedoch nicht möglich. Man kann sich aber eine Einwanderung zur Zeit der subatlantischen Keltenwanderungen vorstellen.
Die ökologischen Zeigerwerte nach Landolt & al. 2010 sind in der Schweiz: Feuchtezahl F = 3w (feucht aber wechselnd), Lichtzahl L = 3 (halbschattig), Reaktionszahl R = 4 (neutral bis basisch), Temperaturzahl T = 4+ (warm-kollin), Nährstoffzahl N = 2 (nährstoffarm), Kontinentalitätszahl K = 4 (subkontinental).

## Taxonomie
Die Erstbeschreibung von Lathyrus bauhini erfolgte 1892 durch Thomas George Gentry in Bulletin de la Societe Dauphinoise pour l'echange des Plantes Series 2, 3, S. 90. Das Artepitheton bauhini ehrt den Schweizer Botaniker Johann Bauhin. Johann Bauhin hat schon im 16. Jahrhundert seinen Familiennamen als Bauhinus latinisiert. Da dies eine alte Latinisierung ist, ist sie nach den Vorschriften zur botanischen Nomenklatur beizubehalten mit der Schreibweise bauhini und nicht zu bauhinii zu korrigieren.

## Belege
1. ↑  
Rolf Wisskirchen, Henning Haeupler: Standardliste der Farn- und Blütenpflanzen Deutschlands. Mit Chromosomenatlas. Hrsg.: Bundesamt für Naturschutz (= Die Farn- und Blütenpflanzen Deutschlands. Band 1). Eugen Ulmer, Stuttgart (Hohenheim) 1998, ISBN 3-8001-3360-1, S. 285.
2. 1 2  
Erich Oberdorfer: Pflanzensoziologische Exkursionsflora für Deutschland und angrenzende Gebiete. 8. Auflage. Verlag Eugen Ulmer, Stuttgart 2001, ISBN 3-8001-3131-5, S. 617.
3. 1 2  Birgit Nordt: Lathyrus. In: Schmeil-Fitschen: Die Flora Deutschlands und angrenzender Länder. 98. Auflage. Verlag Quelle & Meyer, Wiebelsheim 2024. ISBN 978-3-494-01943-7. S. 382.
4. 1 2  
Lathyrus bauhinii P. A. Genty In: Info Flora, dem nationalen Daten- und Informationszentrum der Schweizer Flora. Abgerufen am 23. März 2021.
5. ↑  
Lathyrus bauhini bei Tropicos.org. Missouri Botanical Garden, St. Louis, abgerufen am 24. März 2021.